# GlobaLeaks
GlobaLeaks 是一開源免費的自由軟體，其主要目的是確保吹哨揭弊行動計畫的安全與匿名。這套軟體由赫爾墨斯中心開發維護，它是一個義大利非政府組織，至力於推動網路言論自由。
這套軟體賦權讓任何人，即便不具技術背景，也可輕易地設定操作一套安全的吹哨揭弊平台。

## 發展歷程
這項專案的概念一開始是由 Fabio Pietrosanti 所提出，並於2010年12月15日首次向駭客開發者社群分享此想法。
初期階段主要的開發成員是 Claudio Agosti, Arturo Filastò, Michele Orrù 與 Giovanni Pellerano。
2011年9月6日，他們於郵件群組中，完整公佈了GlobaLeaks軟體原型。
在某次問起GlobaLeaks專案起源的採訪中，Filastò 解釋道：“因受到维基解密泄露美國外交電報 這啟充滿戲劇化事件的啟發，我們決定來推動吹哨揭密安全軟體的開發。”
需要GlobaLeaks的想法誔生於協助新聞記者在不夠安全健康的網路環境中，仍然可以確保消息來源的機密安全。它的設計理念是讓沒有高級電腦知識技能的新聞工作者有一套安全的網路平台來保護其消息來源。這套軟體可讓記者與其消息來源之間安全地祕密通訊，讓彼此“持續地在完完全全安全的情況下交流資訊。” 它也可以讓新聞工作者可以透過請求消息來源的各種资料和文件，來查證資料的可信度。相較於維基解密，GlobaLeaks更具彈性，因為前者只有英文版且為集中化網路，且只關注於全國性或國際性事件”。 GlobaLeaks則是可讓“用戶利用自己習慣的語言來溝通，也開放生活中每天發生的地方議題來使用。”
Filastò 與他的工作伙伴留意到，大多數的揭密網站的“安全設計都很糟糕” 充滿許多缺陷弱點華爾街日報的接受揭密吹哨工具SafeHouse，往往只要一上線不到幾個小時，某些安全問題就立即曝露。” Filastò 評論道:“我們看到了用戶的需求，但是開發者卻把它搞砸了。既然我們身為了解網路安全的技術開發人士，就必須把它做對做好。二年後，我們推出了先進的軟體初始原型Globaleaks 0.1。它雖是一項初步實驗但一切進行順利。我們繼續重新調整不斷打造修正，目前已進化到2.24版本。”
2011年， 由Aaron Swartz所設計的Tor2web（一套Tor隱身服務代理），成為GlobaLeaks專案的設計要件之一，它用來擴展連結度，透過傳統的HTTPS連線也可以連結上GlobaLeaks平台。
2012年，赫爾墨斯中心（Hermes Center for Transparency and Digital Human Rights）於義大利正式成立。

## 迴響
Brandon Stosh曾經這麼描述GlobaLeaks：“是一個開放原始碼的專案，其目的在於為全世界建立一套匿名、對抗言論審查的分散式吹哨揭密平台。” GlobaLeaks 尋求能夠“民主化維基解密的模式”，變成為“科技推動實質上標準的(De facto standard)吹哨軟體"，故一直專注於安全與實用性兩者權衡的最佳取捨研究。非政府組織赫爾墨斯中心則“旨在協助發佈與維基揭密不同規模的資訊。” Pietrosanti在2013年12月的一次訪問中提到： 我們認為軟體必須能夠讓任何組織都可以投入吹哨揭弊的資訊收集活動,即便只是地方層級的事務。”
科技記者Andy Greenberg曾經引述Pietrosanti的話來說明赫爾墨斯中心的目標：“進一步複製擴展全球目前已有的五十多個吹哨揭密網站模式，讓它變成為上千上百個揭弊的網路節點串連運動，美國大企業進行內部接受揭密舉發到基進的社運人士希望透由從Tor匿名網路來隱匿地傳送其揭弊材料給出版者。”GlobaLeaks“希望可以分散風險，把敏感材料的交到有武器的個人手上而不是孱弱的中介團體。‘有些人也許像朱利安·阿桑奇, 主張不管什麼都予發佈和抗爭，’但Pietrosanti認為，‘有更多的人則希望能輕鬆地提供反貪的證據而不須承擔太多的責任。如果每個人都自行運作一個揭密的節點，那麼風險就會大大降低，也就會有越來越多的揭弊節點。WikiLeaks給了我們一些教訓，它也讓大眾了解吹哨揭密的意義……而GlobaLeaks 則是理性的下一步作法。”
2013年10月，Tessel Renzenbrink在文章“Building an Infrastructure for Whistleblowing”中介紹到：“已有一些保護吹哨揭密者的平台機制正發生”也因為這樣，“吹哨揭密功能成了OHM2013年最重要的題目, OHM是歐洲最大的室外䮄客節慶活動。” 在當年的活動上, Renzenbrink與一些“開始在推動建構更佳吹哨架構的組織成員交流討論”，其中包括Filastò。Filastò告訴她：“Globaleaks這套軟體是設計來讓任何人都可以輕易地建立一個安全加密的吹哨揭密平台網站。"Filastò強調“它本身是開源軟體所以任何皆可自由下載、安裝、架設一個吹哨揭弊網站……我們本身並無運作任何吹哨平台……但我們持續地貢獻改善這個軟體生態體系，好讓更多人可以成功地推動吹哨揭弊計畫。”

## 運作
GlobaLeaks的開發組織本身並沒有運行任何揭密網站。相反地赫爾墨斯中心歡迎任何人都可在自己的電腦上安裝這套軟體，以成為分散式私人匿名網路當中的一個運作節點。
GlobaLeaks一方面利用Tor隱身服務的技術，以確保消息來源的匿名安全，一方面採用Tor2web的連結技術，讓一般人透過搜尋或連結來訪問公開網頁。
一旦在 GlobaLeaks平台上進行任何揭弊資訊提交，相關資料都會以 PGP方式加密且系統會自動通知已註冊的收件者（例如媒體單位、NGO組織、或某一位被指名新聞記者）
GlobaLeaks 平台不會永久儲存用戶資料，其採取嚴謹的資料收集政策，會在第一時間處理吹哨者提交的資訊，並盡快將檔案與資料從伺服器上刪除。
這個提交過程經過不斷改善，並建議消息來源最好利用Tails 匿名自生作業系統來連上GlobaLeaks。

## 執行狀況
到2017年1月份為止，GlobaLeaks已內建20種以上語言版本，全世界已有60多個專案採用這套保護吹哨者安全的軟體來推動其揭弊舉報工作，使用用戶包括獨立媒體、社會運動組織、媒體機構和企業等等。
在發展初期，Wired記者John Borland，曾經這麼報導過GlobaLeaks早期建置狀況：“由塞爾維亞獨立新聞組織與社運人士、匈牙利與義大利的調查報導記者，以及義大利的反黑團體將GlobaLeaks佈置在歐洲地區。” Borland寫道：“GlobaLeaks在冰島建立的吹哨平台稱之為Ljost,今天（2013年12月30日）發佈了這個國家在2008 財政崩盤的相關新文件。” Pietrosanti告訴Borland， GlobaLeaks “目前正與一些其它國家的組織進行討論, 其中包括一些媒體機構想要複制成功的荷蘭模式。” Borland補充道“社運人士也正在檢查與特定主題揭密網站，例如人權、補殺保育動物罪行，監控，美國的食品安全與言論審查等問題。”
GlobaLeaks規模最大的執行計畫是2014年在荷蘭所推動的PubLeaks,它由荷蘭全國42個主要的媒體組織與成員所組成的團體。加入的成員每年分擔€500歐元費用，可以得到一台特別的筆記型電腦，專門用來連線到揭密平台系統上。” 記者Borland曾經這麼介紹過：“當吹哨者從網頁連入Publeaks之後,他/她可以選擇將揭密的資訊寄送給其中三家媒體。所有加入此計畫的組織皆一致同意，在資訊尚未經過檢查核實之前不要因出版壓力而急著發表，大家要採取榮譽的默契政策。PubLeaks已經揭露了多啟囑目的的揭弊事件，包括其中一件導致了某名重要國會議員的辭職。”
其它主要利用GlobaLeaks建立吹哨平台的支持組織有Free Press Unlimited (FPU)和Associated Whistleblowing Press(AWP)。
FPU，是一個荷蘭組織，其創立了AfriLeaks 與 MéxicoLeaks。AfriLeaks是GlobaLeaks的第一個西方國家外的專案，由15個以上的非洲新聞機構組成的聯盟來負責推動執行，致力於讓權力者講出真話。 “吹哨揭密是一個重要的工具，必須小心使用。必須做好對未來長期訓練的規劃，好讓相關工作可以持續進行。” 計畫推動者Pellerano在接受英國衛報採訪時這麼表示。
至於 MéxicoLeaks，則是另一個活躍的獨立吹哨揭密平台，其目的在墨西哥當地揭發公眾利益相關的資訊，它曾獲得2016 FRIDA傑出獎項。
AWP,，則是另一個比利時的組織，其創立了Ljost(冰島)、Filtrala(西班牙), EcuadorTransparente (厄瓜多)與 PeruLeaks (Peru)。AWP 共同創辦人Pedro Noel描述AWP 是“一個非營利組織，透過吹哨揭弊的作法來爭取言論自由和防止人權侵害。”
GlobaLeaks最成功的專案之一是WildLeaks，這是全世界第一個關於野生動物與自然森林保育的吹哨工作，它由Elephant Action League (EAL)所成立，他們報導與調查了許多相關的犯罪活動。他們其中某一件調查曾被Netflix 得獎的記錄片 “象牙遊戲(The Ivory Game) （页面存档备份，存于）”所拍攝記錄下來。
GlobaLeaks也和許多國際上主要的反貪腐和人權組織合作，例如透明國際Transparency International. OCCRP(OCCRPLeaks （页面存档备份，存于）)，國際特赦組織 Amnesty International等等。
赫爾墨斯中心目前繼續負責維護GlobaLeaks官方版本的開發改善，本專案相關資源資訊可至官網進一步了解。